# エル・フォルテ
エル・フォルテ (El Fuerte) は、カプコンの対戦型格闘ゲーム『ストリートファイターIV』シリーズに登場する架空の人物。
担当声優は小野大輔（日本語版）、JB・ブラン（英語版）。

## キャラクターの設定
ルチャドール（ルチャリブレのレスラー）とコックを兼業する覆面レスラー。
「メキシコ湾のハリケーン」を自称しており、自身の腕試しと究極の料理のレシピを求めて旅に出る。ただし、肝心の料理の腕は最悪な上にセンスも皆無で、コックとして働いていた船で出した料理が「悲劇のスーパーダイナミッククッキング」として1週間も経たぬ内に伝説化されたほどである（本人はそれを知らない）。さらにほとんどの対戦相手から料理センスの無さを指摘され、一部からはコックの廃業を懇願されるも、当の本人は自信過剰であるためにその自覚は全く無く、指摘されると「他人の不理解」「絶対に不味くない」「美味いの裏返しだ」などと見境なく自分に都合のいい解釈をする。
額に3つの青い十字の入った白い覆面を被っており、後頭部からは小さく結った髪の毛が飛び出している。白のスパッツやサポーターを着用しており、腰には黄色い帯を巻いている。また、対戦前にはフライパンを持ってポーズを決めたりもする。自身のマスクには誇りを持っており、ブランカに「顔を隠すのは悪いヤツがすることだ」と言われたときはかなりのショックを受けていた。
典型的な熱血漢で、細かいことを気にしない豪快な（悪く言えばいい加減な）性格。また、アベルの境遇を聞いて感動したり、敗北時には悔しさのあまり何度も地面を叩いたりするなど、感情の起伏が激しい面もある。自分が気に入った人物は対戦相手であろうと「アミーゴ」（友達）と呼んだり、料理を薦めたりすることもある（断られてもお構い無しに強要する）。
料理に関しては「味付けは勢い」「美味いものと美味いものを足せば、もっと美味くなる」と行き当たりばったりに考えており、たとえそれが無茶な組み合わせだとしても問答無用で実践してしまうため、同僚のシェフの頭を度々悩ませている。また、味見をせずに見た目と嗅覚のみでしか出来具合を判断していない。初代『ストIV』のエンディングにおいてエドモンド本田とザンギエフに究極の料理とは何かと問い詰めたところ、それぞれちゃんこ鍋とボルシチと回答し、それを聞いたフォルテは混ぜれば最強の料理が完成すると考え、それを2人に食べさせる暴挙に出て、2人とも出された料理のあまりの不味さに顔面蒼白になった。また、『スパIV』ではエドモンド本田から教えてもらった青汁をチリスープに混ぜ、さらにアベルから貰ったチョコレートを入れて一緒に煮込むという暴挙に出て、同僚のシェフから呆れられている。なお、本田はフォルテに不味い料理を食べさせられたことがかなりのトラウマになったらしく、『ストリートファイター6』のワールドツアーでは「味付けがまるでなっていない」とフォルテについて言及している。
2009年3月に発売された『ストリートファイター アート・コミック・アンソロジー』において、作家陣の一人である谷和也が執筆した短編漫画『武食同源!』ではメインキャラクターに抜擢。かつて自分を倒した男・リュウが好物だと言っていたミズヨーカンに興味を持ち、日本を訪れるエピソードが描かれた。また、同書籍内の学園モノの作品では、エプロン姿で学食の厨房に立つ姿も見られた。

## 関係のあるキャラクター
ザンギエフ
「赤きサイクロン」の異名を持つ、ロシアのプロレスラー。
「ハリケーン」の異名を持つフォルテは、「サイクロン」の異名を持つザンギエフをライバル視している。公式設定の解説では、体格ではザンギエフに劣るものの熱き血潮と魂に関しては勝るとも劣らないとされている。また、フォルテのアーケードモードのエンディングにも登場しており、最高の料理に「ボルシチ」を挙げている。
サンダー・ホーク
「サンダーフット族」と呼ばれる部族の戦士。
フォルテと同じメキシコ出身で、アミーゴの一人。また、フォルテはホークの恋人ジュリアとも旧知の間柄である。
ただし、ホークとは長らく会っておらず、またライバル戦の最中ホークに対し「族長やジュリアは元気にしているか」と聞くなど、ホークの村が襲われたことは知らない様子（ホーク自身もあえて事実は話さないようにしている）。
エドモンド本田、アベル
究極の料理を探すフォルテが出会ったストリートファイターたち。
本田からはちゃんこ鍋と青汁について教わり、アベルからはチョコレートを分けてもらっている（『スパIV』）。
エル・スティンガー
『マッスルボマー』に登場するキャラクター。
同じメキシコ出身のレスラーという共通点があり、『ストリートファイターV』の公式サイトのコンテンツ「シャドルー格闘家研究所」において同じ師を持つ兄弟弟子であることが明かされた。ただし、お互いに面識はない。
メテオリトJr.
ルチャの神様と称される、エル・フォルテとスティンガーの師匠。華麗な空中殺法が得意で、変形ムーンサルトプレスの「ユカタントルネード」という必殺技を持っていた。来日してアントラー猪木と戦い、彼のアブドミナルストレッチ（コブラツイスト）で首を負傷する。派手な空中殺法ができなくなったため、それ以降はスパイン・バスターの「ククルカン」を必殺技として使っている。
メキシコに道場を構え、優秀なレスラーを数多く育て上げている指導者。飛行機が怖いため、海を渡るには必ず船を利用している。

## ゲーム上の特徴
プロレス技を使う「投げキャラ」であるが、ルチャドールゆえの素早い動きや三角跳びなどで相手を翻弄するトリッキーなキャラクターでもある。
移動技である「アバネロダッシュ」、「アバネロバックダッシュ」からは様々な技に派生可能で、空中からの奇襲や相手のガードに揺さぶりをかける戦法を得意とする。一方で、他の男性キャラクターと比べると技の威力や体力は低めに設定されている。
また、無敵時間が長い上に有効距離も広い、投げ技系のウルトラコンボも所持しており『スパIV』ではウルトラコンボI・IIともに高い性能を誇る。
オメガエディションでは通常技にも若干の変化が見られ、近距離立ち弱パンチのヒット場所は通常版で腹部に対してオメガエディションでは頭部となっており、近距離中キックと遠距離中キックが逆になっている。

## 技の解説

### 投げ技
テパッチェ・ボム
相手の腰をつかんで抱え上げた後、小さく跳躍してから地面に叩きつけるパワーボムのような技。
チレ・メヒカーノ
相手を肩の上に抱え上げた後、小さく跳躍してから垂直に地面に落とす垂直落下式・ブレーンバスターのような技。
スカイ・ソルプレッサ・トラップ
空中投げ。空中で相手を捕らえたまま、垂直に地面に叩き落とす。技の見た目は、「チレ・メヒカーノ」を空中で繰り出すものに近い。

### 特殊技
浴びせ蹴り
わずかに跳躍しつつ、前方へ転がるようにしてカカト落としを放つ中段技。威力は低めだが、移動距離が長く技後の隙も小さいため、奇襲や移動手段として用いることができる。
三角跳び
ジャンプで画面端に接触中にレバーを反対の方向に入れると、画面端を蹴って高いジャンプを行う。三角跳び中はレバーの左右である程度空中制御が可能。
また、画面端を蹴る瞬間に追加入力の受付があり、「トスターダプレス」（中パンチ時）および「ファヒータバスター」（強パンチ時）に派生することが可能。派生技の性能に関しては下記参照。

### ターゲットコンボ
遠距離立ち中キック→立ち中キック
前蹴りからの飛び蹴り。
近距離立ち中キック→立ち中キック
前蹴りからの飛び蹴り。オメガエディションで使用。
近距離立ち中キック→立ち強キック
前蹴りからの膝蹴り上げ。オメガエディションで使用。

### 必殺技
アバネロダッシュ/アバネロバックダッシュ
特定の方向へ「ラン」の形で高速ダッシュする技。エル・フォルテの多彩な必殺技の起点となる始動技でもある。
「アバネロダッシュ」は前方、「アバネロバックダッシュ」は後方に向かって走り、後者は画面端に到達すると反転して自動で「アバネロダッシュ」に移行する。
ダッシュ中はボタンに応じた必殺技に派生することが可能で「アバネロダッシュ」「アバネロバックダッシュ」によって派生できる技が一部異なる。
EX化すると走っている間のみセービング状態となり、攻撃を受けたときの仰け反りを回避することができる（ハイパーアーマー）。また、このときは通常のセービング状態と違い、攻撃を耐えられる回数が1回ではなく2回となっているのが特徴である。
急停止
弱パンチで派生。「アバネロダッシュ」「アバネロバックダッシュ」両方から派生可能。
その場で「アバネロ（バック）ダッシュ」を中断する。技後はすぐに動ける状態になるのが特徴で、この性質を活かしたコンボも存在する。
アル・パストール
弱パンチで派生。「EXアバネロダッシュ」からのみ派生。
「急停止」とは違い、「バックステップ」とは逆に横回転して近距離だと相手をすり抜け背後に回りこむ。
トスターダプレス
中パンチで派生。「アバネロダッシュ」「アバネロバックダッシュ」「三角飛び」から派生可能。
空中に飛び上がり、「フライングボディプレス」を浴びせる。ヒットの可否に関わらず、技後は転がって後方に逃れる。
しゃがみガード不能の中段技で、ヒット時は相手を強制ダウンさせる。跳び上がった瞬間に無敵時間があり、飛び道具などをすり抜けることが可能。滞空時間が短く、さらに動作中にレバーの左右で飛距離を調節できる。

ファヒータバスター
強パンチで派生。「アバネロダッシュ」「三角飛び」から派生可能。
「トスターダプレス」とそっくりのモーションで跳びかかる投げ技。ヒット時は相手の肩の上で倒立し、相手の体を軸に回転して投げる。
「トスターダプレス」とは反対に立ち状態の相手にのみ有効で、相手が空中判定やしゃがみ状態だと投げることができない。「トスターダプレス」同様、動作中にレバーの左右で飛距離を調節できる。
プロペラトルティーヤ
強パンチで派生。「アバネロバックダッシュ」からのみ派生可能。
「アバネロバックダッシュ」時の「トスターダプレス」とそっくりの軌道で跳びかかる投げ技。相手の頭掴んで翻りつつ頭を股ではさんでから、プロペラのように体を回転させて上空に舞い上げ投げる。
「ファヒータバスター」と異なり立ち状態だけでなく、しゃがみ状態の相手も投げることができる。『ストIV』のときは「ファヒータバスター」と威力が同じだったが『スパIV』ではこちらの方が威力が低く設定されている。
バックステップ
弱キックで派生。「アバネロダッシュ」からのみ派生可能。
上記の「急停止」に近いが、その場で止まらず少し後ろに下がってから止まる。通常のバックステップと違って、無敵時間は存在しない。
エンチラーダジャンプ
弱キックで派生。「EXアバネロダッシュ」からのみ派生。『ウルIV』オメガエディションで使用。
ほぼ垂直の低空ジャンプ（リュウの身長ほどの高さ）。近距離で空中からの連続技を決めやすい。

ゴルディータソバット
中キックで派生。「アバネロダッシュ」からのみ派生可能。
ダッシュからのソバット（飛び蹴り）。通常技の近距離立ち中Kと同じ技だが、必殺技扱いのため性能が向上している。
中段属性のため、しゃがみガード不可で「スーパーキャンセル」も可能。技の出がやや遅いがスキは少ない。
チョリソースタンプ
中キックで派生。「EXアバネロダッシュ」からのみ派生。『ウルIV』オメガエディションで使用。
その場で前蹴り（近距離中キック）をその場で繰り出す。中キックか強キックの追加入力でターゲットコンボに連携できる。

カラマレスライディング
強キックで派生。「アバネロダッシュ」からのみ派生可能。
ダッシュからのスライディングキック。通常技のしゃがみ強Kと同じ技だが、必殺技扱いのため性能が向上している。
「ゴルディータソバット」と反対に下段属性のため立ちガード不可。ヒットすると相手を必ず転ばせるダウン効果があるが技後の隙は大きい。
ピカディーリョジャンプ
「アバネロバックダッシュ」からのみ派生可能。弱中強のキックで派生。
自分の背後の壁に向かってハイジャンプをする。ボタンの強弱でジャンプの高さが変化し、壁に到達した場合は「三角跳び」が可能。
主に三角跳びを組み合わせた奇襲に用いる。

ケサディーヤボム
胸を突き出すようにして体当たりを放つ突進技。ボタンを押しっぱなし後、離すことで発生（いわゆるホールドボタン技）。
溜め時間が長いほど突進距離が長くなり、技の威力や効果が上がる。また、フォルテ唯一のガードブレイク属性を持つ技でもある。「スーパーキャンセル」が可能。
セービング状態となり、かつ突進速度が速くなりダウン効果が付加されるEX版は、7秒以上溜める必要がある。
ワカモーレレッグスルー
対空技。斜め上空に飛び上がった後、空中にいる相手の頭を両足首ではさみ、そのまま高速で横回転しながら地面へ叩き付ける。
空中判定の相手にのみヒットする打撃投げ。ボタンが強いほど高く遠くへ飛ぶ。動作開始と同時に空中判定となる。
EX版は威力が上がる他、上昇中無敵になり飛距離や高度も伸びるため、地上の相手を跳び越えたりもできる。
オメガエディションのEX版は飛び込み前転→ハンドスプリングで攻撃し相手を浮かせてから「ワカモーレレッグスルー」に連携する。

エンチラーダジャンプ
叫び声とともに高いジャンプをする。「ピカディーリョジャンプ」の前方ジャンプ版で、弱中強で飛距離が長くなる。EX版はEXアバネロダッシュからの派生技同様、低く短いジャンプになる。着地までにある程度左右に移動できる。
フライングナチョス
飛び上がってヒップアタックを繰り出す。弱中強で飛び上がる高さが高くなり、EX版は低く飛び上がり3ヒットのヒップアタックを繰り出す。

### スーパーコンボ
エル・フォルテダイナマイト
側転と2連続のバク転による突進技。技がヒットしていた場合、相手の身体を駆け上がるようにして遥か上空に飛び上がってから、フライングボディプレスで締める。
ボタンが強いほど突進力が高く、弱と中は出始めに無敵時間が付く。

### ウルトラコンボ
UC1 - エル・フォルテフライングギガバスター
発動と同時に空中へジャンプし、着地地点に相手がいれば掴みに移行して技が発動する。相手の肩の上に立ち、ポーズをきめた後、両足で相手の両腕を掴み「フランケンシュタイナー」の要領で地面に叩きつけてから上空にジャンプ。今度は空中で相手の両足を掴み、回転しながら垂直に落下。相手はブリッジ状態で胸から地面に叩き付けられる。
発動後、レバーの左右で飛距離を調節できる。「アバネロバックダッシュ」を必要としない点を除けば「プロペラトルティーヤ」の強化版といった性能で、相手がガードやしゃがみ状態でも技が決まるものの、空中にいる相手には効果がないのも同様である。
UC2 - エル・フォルテウルトラスパーク
『スパIV』で実装されたウルトラコンボ・II。
スライディングを仕掛け、ヒット時は足元から相手の体に飛びついて技が発動する投げ技。「プロペラトルティーヤ」の要領で相手を捕らえたまま遥か上空まで舞い上がり、最高地点に到達すると同時に技を解除。空中で再度相手に絡みつき、締め技でフィニッシュを決める。
威力や射程は「フライングギガバスター」に劣るが、発生が早く突進中に無敵時間がある。
スライディングは掴み判定となっておりガード不能だが、オメガエディションでは打撃判定に変更されガードが可能になっている。

## 技名
フォルテの使用する技の名前は、中南米料理が由来となっているものが多い。
- テパッチェボム…「テパッチェ」＝パイナップルの絞り汁を使った甘みの強い酒。
- チレ・メヒカーノ…「チレ」＝唐辛子、「メヒカーノ」＝スペイン語で「メキシコ人、メキシコ風」の意。
- スカイ・ソルプレッサ・トラップ…「ソルプレッサ」＝英語で言う「サプライズ＝驚かせる、ビックリさせる」などの意。カプコン社近くのエスニック料理店の名前から。
- アバネロ（バック）ダッシュ…「アバネロ」＝「ハバネロ」のスペイン語での呼び方で、唐辛子の中でも特に辛味が強いものを指す。
- ピカディーリョジャンプ…「ピカディーリョ」＝細かく刻んだ野菜料理。パスタやスープに用いられる。
- ゴルディータソバット…「ゴルディータ」＝分厚い生地のトルティーヤやタコスに似た料理。
- カラマレスライディング…「カラマレ」＝イカ、およびイカリングをフライしたもののこと。
- トスターダプレス…「トスターダ」＝揚げたトルティーヤ、およびそれに様々な具材を乗せた料理。
- ファヒータバスター…「ファヒータ」＝トルティーヤに乗せるグリルした肉料理の総称。
- プロペラトルティーヤ…「トルティーヤ」＝メキシコの伝統料理である薄焼きパン。
- ケサディーヤボム…「ケサディーヤ」＝トルティーヤを使ったメキシコ風サンドイッチといった感じの料理。
- ワカモーレレッグスルー…「ワカモーレ（ワカモレ）」＝アボカドなどの野菜を潰してペースト状にした料理。
- アル・パストール…「アル・パストール」＝巨大な豚肉を串に刺して回しながら火で炙った料理。
- チョリソースタンプ…「チョリソー」＝スペイン・イベリア半島発祥の豚肉の腸詰料理（ソーセージ）。
- エンチラーダジャンプ…「エンチラーダ」＝トウモロコシのトルティーヤを巻いて具材を詰め、唐辛子のソースをかけた料理。
- フライングナチョス…「ナチョス」＝溶かしたチーズをかけたトルティーヤ・チップスをベースとするテクス・メクス料理。

## その他
- 日本版での名前はエル・フォルテとなっているが、公式発表のローマ字表記"El Fuerte"は本来スペイン語で「エル・フエルテ」と発音する。「フォルテ（forte）」はイタリア語の発音であり、「エル・フォルテ」という名前はスペイン語の定冠詞（エル）にイタリア語の名詞化形容詞（フォルテ）が続く奇妙なものになっている。